# Neorhabdus latus
Neorhabdus latus är en kräftdjursart som först beskrevs av Georg Ossian Sars 1905.  Neorhabdus latus ingår i släktet Neorhabdus och familjen Heterorhabdidae. Inga underarter finns listade i Catalogue of Life.